# Данаїл Крапчев
Данаїл Крапчев (болг. Данаил Крапчев; 15 грудня 1880, Прилеп (Північна Македонія) — 10 вересня 1944, Благоєвград) — видатний болгарський журналіст, громадський діяч та революціонер.

## Біографія
Народився у Прилепі 15 грудня 1880 року. Син видатного громадського діяча Василя Крапчева. 1902 року закінчив Солунську болгарську чоловічу гімназію, а в 1906 — історичний факультет Софійського університету. У тому ж році розпочав журналістську діяльність в тижневику болг. «Македоно-одрински преглед» а невдовзі стає членом Внутрішньої македонсько-одринської революційної організації. У 1907 році разом з Пейо Яворовим та Василем Пасковим працювали редакторами в газеті «Илинден» у Софії. У наступному 1908 році редагував газети болг. «Отечество» та газета болг. «Родина» у Салоніки. У період 1909–1912 публікує болг. «Вардар» в Софії. У 1912 році переїхав до Салоніки. У тому ж році почав редагувати газету болг. "Българин". Після Другої Балканської війни був редактором газети болг. "Пряпорец", що видавалася в Софії. У період 1915—1918 — військовий кореспондент газет «Военни известия», «Добруджа» та «Пряпорец». У 1919 створює щотижневик «Зора», одну з найпопулярніших газет до державного перевороту в 1944 році, директором якої був до кінця свого життя. У той же час він був директором-власником акціонерних товариств «Bulgarian Printing» та «Press». Член-засновник Македонського науково-дослідного інституту.